# Ergatettix siasovi
Ergatettix siasovi är en insektsart som först beskrevs av Johann Wilhelm Karl Moritz 1928.  Ergatettix siasovi ingår i släktet Ergatettix och familjen torngräshoppor. Inga underarter finns listade i Catalogue of Life.